# جون رودمان بول
جون رودمان بول (بالإنجليزية: John Rodman Paul)‏ (و.18 أبريل 1893 - 6 مايو 1971) عالم فيروسات أمريكي ركز بحثه على انتشار شلل الأطفال وتطوير علاجات للمرض.

## حياته

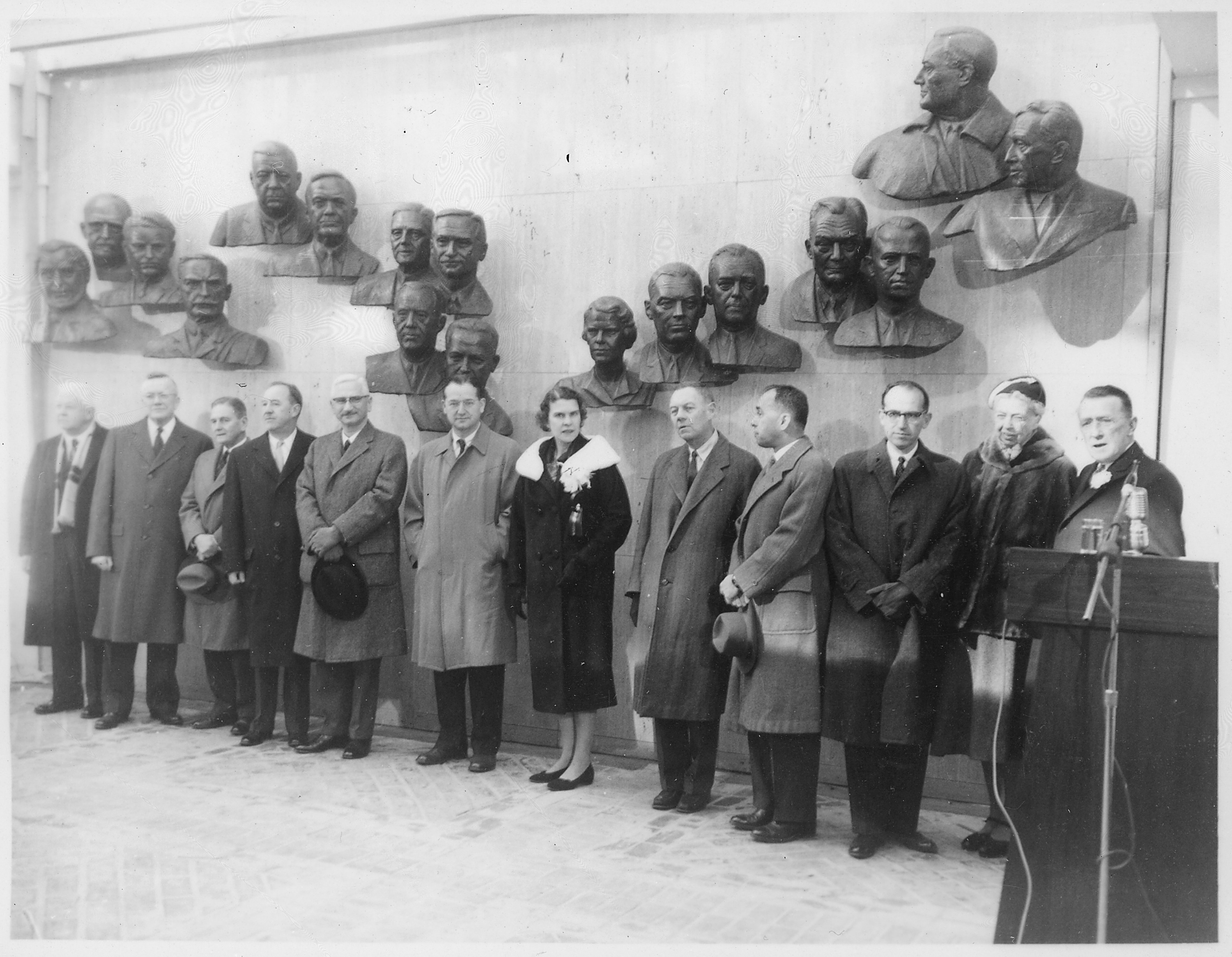
تم تكريم القادة في جهود مكافحة شلل الأطفال في افتتاح قاعة مشاهير شلل الأطفال في 2 يناير 1958. من اليسار: توماس ميلتون ريفرز، تشارلز أرمسترونغ، جون آر بول، توماس فرانسيس الأصغر، ألبرت سابين، جوزيف لويس ملنيك، إيزابيل مورغان، هوارد أ. هاو، ديفيد بوديان، جوناس سالك، إليانور روزفلت وباسل أوكونور.

ولد بول في 18 أبريل 1893، في فيلادلفيا. حصل على شهادته الجامعية في عام 1915 من جامعة برنستون، وتلقى تدريبه الطبي في كلية الطب بجامعة جونز هوبكنز، والتي منحته درجة دكتور في الطب.

## حياته المهنية
بدأ حياته المهنية كمساعد باثولوجي في جامعة جونز هوبكنز في عامي 1919 و1920، وتبع ذلك بفترة تدريب في مستشفى بنسلفانيا في فيلادلفيا من 1920 إلى 1922. في عام 1928، انضم بول إلى كلية الطب بجامعة ييل كأستاذ في الطب الباطني، وشغل منصب أستاذ الطب الوقائي بدءًا من عام 1940، حتى تقاعده. أسس بول وحدة دراسة ييل لشلل الأطفال في عام 1931 بالتعاون مع جيمس د. تراسك، ودفع مفهوم «علم الأوبئة السريري» حيث تم دراسة مسار تفشي الأمراض في المجتمعات الصغيرة بشكل مباشر. حصل بول مع تراسك على أول منحة من المؤسسة الوطنية لشلل الأطفال (المعروفة باسم March of Dimes).
كجزء من وحدة الدراسة، ذهب بول إلى ميدلتاون، كونيتيكت ونيو هافن في الأحياء حيث ينتشر شلل الأطفال، وجمع عينات من المرضى في محاولة لفهم كيفية انتشار الفيروس. وجد فريق بول أن فيروس شلل الأطفال يفرزه الأشخاص المصابون بهذه الحالة، ويمكن العثور عليه في مياه الصرف الصحي في المناطق التي شهدت تفشي المرض. في مقال عام 1951 نشر في مجلة نيويورك تايمز في عام 1951، أشار بول إلى التحسينات التي تم إجراؤها في علاج وتخفيف الألم لدى المصابين بشلل الأطفال، لكنه أعرب عن أسفه لعدم إحراز تقدم في الوقاية من شلل الأطفال. سافر إلى الاتحاد السوفيتي في عام 1956 كجزء من مجموعة من خمسة أطباء زاروا المرافق الطبية هناك.
تضمن بحث بول أيضًا العمل على التهاب الكبد، وكريات الدم البيضاء المعدية، والحمى الروماتيزمية. بعد تقاعده من كلية الطب عام 1961، عمل محاضرًا عن تاريخ الطب. وأصبح بول أستاذاً فخرياً في عام 1961 وحتى عام 1966، وعمل كمدير للبنك المرجعي لمنظمة الصحة العالمية الموجود في قسم ييل لعلم الأوبئة في كلية ييل للصحة العامة.
بصفته عضوًا في اللجنة الاستشارية لشلل الأطفال التابعة لخدمة الصحة العامة بالولايات المتحدة، انضم بول إلى توصية عام 1962 بضرورة وقف استخدام لقاح شلل الأطفال الفموي الذي أنشأه ألبرت سابين في علاج البالغين بناءً على نقص الأدلة السريرية التي تظهر أن اللقاح منع أولئك الذين يتلقون اللقاح من تطوير المرض. في كتابه عام 1971 «تاريخ شلل الأطفال» ، طرح بول اقتراحًا مفاده أن البشر تعرضوا دائمًا لفيروس شلل الأطفال ولكنهم كانوا محميين بالأجسام المضادة الموجودة في حليب الأم، وأن المياه النظيفة، وأنظمة الصرف الصحي وتحسين النظافة في الحضارة الحديثة الذي منع الأطفال من التعرض للفيروس في سن مبكرة، بافتراض أن الحماية ستمنح إذا تعرض الناس للفيروس عند الرضع.
توفي بول في جيلفورد، عن عمر يناهز 78 عامًا في 6 مايو 1971، في مستشفى ييل - نيو هافن بعد معاناة طويلة مع المرض.

## الجوائز
- 1945: عضو الأكاديمية الوطنية الأمريكية للعلوم
- 1946: وسام الحرية
- 1946: جائزة تشارلز في. شابن
- 1950: عضو فخري في الجمعية الملكية للطب في لندن
- 1954: جائزة هوارد تايلور ريكيتس
- 1958: تم إدخاله في قاعة مشاهير شلل الأطفال في ورم سبرينغز، جورجيا
- 1963: ميدالية كوبر من رابطة الأطباء الأمريكيين